# Marija Isakovová
Marija Grigorjevna Isakovová (rusky Мария Григорьевна Исакова; 5. července 1918 Vjatka, Rusko – 25. března 2011 Moskva, Rusko) byla sovětská rychlobruslařka.
Již od roku 1936 se účastnila sovětských šampionátů a jiných národních závodů. Na mezinárodní scéně debutovala na Mistrovství světa 1948, kde získala zlatou medaili. Tento cenný kov obhájila i na následujících dvou šampionátech. Od sezóny 1950/1951 již opět nastupovala pouze do domácích závodů, v roce 1954 ukončila sportovní kariéru. Na sovětských mistrovstvích získala mezi lety 1944 a 1951 celkem osm medailí, z toho šest zlatých.